# 霍恩基兴
霍恩基兴是德国梅克伦堡-前波莫瑞州的一个市镇。总面积40.98平方公里，总人口1417人，其中男性719人，女性698人（2011年12月31日），人口密度35人/平方公里。